# Anacroneuria nigrocincta
Anacroneuria nigrocincta is een steenvlieg uit de familie borstelsteenvliegen (Perlidae). De wetenschappelijke naam van de soort is voor het eerst geldig gepubliceerd in 1841 door Pictet.